# الروح (كتاب)
الروح في الكلام على أرواح الأموات والأحياء بالدلائل من الكتاب والسنة ويعرف اختصارًا الروح كتاب للشيخ ابن قيم الجوزية. يوجد من الكتاب 1600 نسخه بالعالم.
كتاب الروح لابن قيم الجوزية المتوفى سنة (751هـ) من أهم الكتب وأكثرها فوائد، وهو جواب عن مسائل عن أحوال البرزخ وعذاب القبر ومستقر الروح بعد الموت، وعن حقيقة النفس وقدمها وما إلى ذلك، فأفاض في الجواب عنها وأطنب، وأجاد وأفاد.
وقد أثنى المؤلفون على هذا الكتاب، كقول السفاريني: وكتابه هذا من أجل ما رأينا في هذا الفن، بل هو أجلها وأعظمها، ولا ينبغي لمن له رغبة في العلوم أن يجهله ولا شيئا منه، فعليك به فإنه مفيد جدا.
وقد طبع الكتاب طبعات عدة قديمة وحديثة، وأجود طبعة دار عالم الفوائد، ثم دار عطاءات العلم، بتحقيق محمد أجمل الإصلاحي.

## زمن تأليف الكتاب
القرن الثامن الهجري، بين عامي 728هـ و740هـ.

## سبب التأليف
ذكر في ثنايا كتابه أنه جواب عن استفتاء عن بعض المسائل. مثل: قوله في آخر المسألة الأولى: والمقصود: جواب السائل. وقوله: المسألة السابعة: قول السائل.

## موضوعات الكتاب
ذكر المؤلف في الكتاب إحدى وعشرين مسألة تتعلق بالروح وتكلم عليها، ومن تلك المسائل:
- هل تعرف الأموات زيارة الأحياء وسلامهم أم لا؟
- أرواح الموتى هل تتلاقي وتتزاور وتتذاكر أم لا؟
- هل تتلاقي أرواح الأحياء وأرواح الأموات أم لا؟
- الروح هل تموت أم الموت للبدن وحده؟
- الروح هل تعاد إلى الميت في قبره وقت السؤال أم لا؟
- ما جوابنا للملاحدة والزنادقة المنكرين لعذاب القبر وسعته وضيقه؟
- ما الأسباب التي يعذب بها أصحاب القبور؟
- الأسباب المنجية من عذاب القبر.
- سؤال منكر ونكير هل هو مختص بهذه الأمة أو يكون لها ولغيرها؟
- هل تنتفع أرواح الموتى بشيء من سعى الأحياء أم لا؟
- هل الروح قديمة أو محدثة مخلوقة؟
- ما حقيقة النفس هل هي جزء من أجزاء البدن أو عرض من أعراضه أو جسم مساكن له مودع فيه أو جوهر مجرد وهل هي الروح أو غيرها وهل الإمارة واللوامة والمطمئنة نفس واحدة لها هذه الصفات أم هي ثلاث أنفس؟
- هل النفس والروح شيء واحد أو شيئان متغايران؟

## منهج المؤلف في الكتاب
يذكر المؤلف مسائل الكتاب مسألة مسألة، ويتكلم عليها، ويسرد ما فيها من أقوال واختلافات، ويرجح بين الأقوال بما يوافق نصوص القرآن والسنة، ويتعقب ويرد على الأقوال الباطلة.

## أهمية الكتاب
احتوى الكتاب على مسائل شريفة في غاية الأهمية، لصلتها بالعقيدة وتزكية النفس.
كما أن المؤلف من العلماء المتمكنين في هذا الباب، حيث إنه يتكلم على المسائل بتوسع، ويذكر الأقوال التي فيها، ويرجح بينها على ضوء معرفته بالقرآن والحديث.
كما أن الكتاب يتضمن نصوصا من كتب لا تزال مفقودة حتى الآن.

## الثناء على الكتاب
قال السفاريني: وكتابه هذا من أجل ما رأينا في هذا الفن، بل هو أجلها وأعظمها، ولا ينبغي لمن له رغبة في العلوم أن يجهله ولا شيئا منه، فعليك به فإنه مفيد جدا.
وقال محمود الألوسي: وهو كتاب مفيد جدا يهب للروح روحا، ويورث للصدر شرحا. وقال عبيد الله الرحماني: فعليك أن تطالعه؛ فإنه كتاب جليل القدر، ما صنف مثله في معناه، يشتمل على جملة من المسائل، تتضمن الكلام على أرواح الأموات والأحياء.

## العناية بالكتاب والنقل عنه
اعتنى المؤلفون بهذا الكتاب واستفادوا منه ونقلوا منه في مؤلفاتهم.
فممن نقل عنه: ابن كثير في تفسيره، وابن أبي العز في شرح الطحاوية، وابن رجب الحنبلي في كتاب أهوال القبور، والسيوطي في كتاب شرح الصدور في بيان حال الموتى والقبور، والسفاريني في البحور الزاخرة في أحوال الآخرة.

## طبعات الكتاب
- أولى طبعات الكتاب صدرت عن دائرة المعارف العثمانية بحيدر أباد الدكن عام (1318هـ - 1900م) في 448 صفحة.
- ثم طبع في مكتبة محمد علي صبيح بالقاهرة سنة (1376هـ - 1957م).
- وطبع مرارا في القاهرة ودمشق والرياض اعتمادا على الطبعة الهندية.
- وطبع في دار ابن تيمية بالرياض بتحقيق بسام العموش عام 1406هـ ، وأصله رسالة دكتوراة بجامعة الإمام محمد بن سعود بالرياض.
- وطبع في دار ابن كثير بتحقيق يوسف علي بديوي عام 1410هـ.[10]
- ثم طبع بتحقيق محمد أجمل الإصلاحي بدار عالم الفوائد عام 1432هـ ، وهو ضمن مشروع آثار ابن القيم، ثم طبعته دار عطاءات العلم.

## نقد الكتاب
قال عبد العزيز بن باز: «كتاب الروح لابن القيم كتاب عظيم، كتاب عظيم الفائدة، ولكن وقع فيه بعض التساهل في حكايات المرائي المنامية، وبعض التساهل في بعض الأحكام، ولعله كان من أول كتبه رحمه الله، ومن ذلك ما ذكر من إهداء القرب إهداء القرآن للموتى، قراءة القرآن هذا فيه نظر. فالمقصود أنه كتاب عظيم ومفيد، ولكن فيه بعض الأشياء التي تلاحظ عليه، فالواجب أن توزن بالأدلة الشرعية الواجب أن توزن بالأدلة الشرعية، والمرائي المنامية لا يعتمد عليها في الأحكام.»

## كتب على الكتاب
- مختصر كتاب الروح لابن القيم: تأليف إسماعيل بن محمد بن ركين المشهور بابن الركين.
- مختصر لمسائل كتاب الروح لابن القيم: تأليف سليمان بن صالح الخراشي.